# Makine Kimya Endüstrisi Kırıkkalespor
Il Makine Kimya Endüstrisi Kırıkkalespor noto come Kırıkkalespor è una società calcistica con sede a Kırıkkale, in Turchia. Fondato nel 1967, il club nel 2013 milita nella Bölgesel Amatör Lig. 
Il club gioca le gare casalinghe allo Stadio 17 agosto, che ha una capacità di 15 450 posti a sedere.

## Partecipazioni ai campionati
- Süper Lig: 1978-1979
- TFF 1. Lig: 1974-1978, 1979-1988, 1999-2001
- TFF 2. Lig: 1967-1974, 1988-1999, 2001-2009
- TFF 3. Lig: 2009-2012
- Bölgesel Amatör Lig: 2012-

## Palmarès

### Competizioni nazionali
- TFF 3. Lig: 2

1973-1974, 1998-1999

### Altri piazzamenti
- Coppa di Turchia:

Semifinalista: 1978-1979